# Heubült
Heubült ist ein Ortsteil der niedersächsischen Gemeinde Rastede im Landkreis Ammerland.

## Geographie und Verkehr
Das Dorf liegt 10 Kilometer nördlich vom Kernort Rastede entfernt und hat 99 Einwohner (Stand: 30. Juni 2018). Westlich in geringer Entfernung verläuft die A 29 mit der naheliegenden Anschlussstelle Jaderberg. Östlich verläuft die Bahnstrecke Oldenburg–Wilhelmshaven mit einem Haltepunkt in Jaderberg.

## Geschichte
Die Bauerschaft Heubült ist vermutlich im späten 16. Jahrhundert besiedelt worden. Ab 1590 wurde im Zuge beginnender Deichbaumaßnahmen neues fruchtbares Land erschlossen und daraufhin von Bauern besiedelt.
1920 bekam der Ort eine eigene Schule, die bis 1968 Bestand hatte.

## Wirtschaft
In Heubült gibt es heute nur noch wenige landwirtschaftliche Betriebe im Vollerwerb. Dennoch sind viele ehemalige Hofstellen noch bewohnt.